# السباخ-هاهنلین
السباخ-هاهنلین (به آلمانی: Alsbach-Hähnlein) یک شهر و عوارض جغرافیایی در آلمان است که در دارمشتات-دیبورگ واقع شده‌است.

## خصوصیات
السباخ-هاهنلین ۱۵٫۷۸ کیلومترمربع مساحت دارد ۱۹۶ متر بالاتر از سطح دریا واقع شده‌است.